# آرتور رید (بازیکن فوتبال، زاده ۱۸۹۴)
آرتور رید (انگلیسی: Arthur Reed؛ زادهٔ ۱۸۹۴) بازیکن فوتبال اهل بریتانیا است.
از باشگاه‌هایی که در آن بازی کرده‌است می‌توان به باشگاه فوتبال دونکستر راورز و باشگاه فوتبال بیرمنگام سیتی اشاره کرد.